# M23 (motorväg)

Lägeskarta

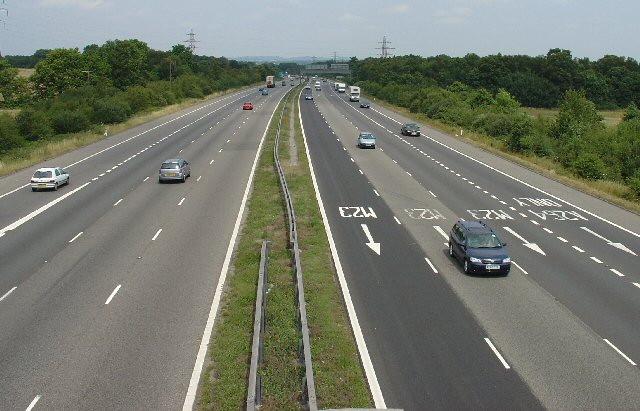
M23 i närheten av Crawley.

M23 är en motorväg i Storbritannien som utgår från Hooley cirka 30 km söder om London och går till Crawley. Motorvägen ansluter till Londons stora motorvägsring M25. M23 går förbi flygplatsen Gatwick och är därför en mycket trafikerad motorväg som är viktig för London. Motorvägen är också en länk mot Brighton. Motorvägen är 25,6 kilometer lång.